# 기준지층

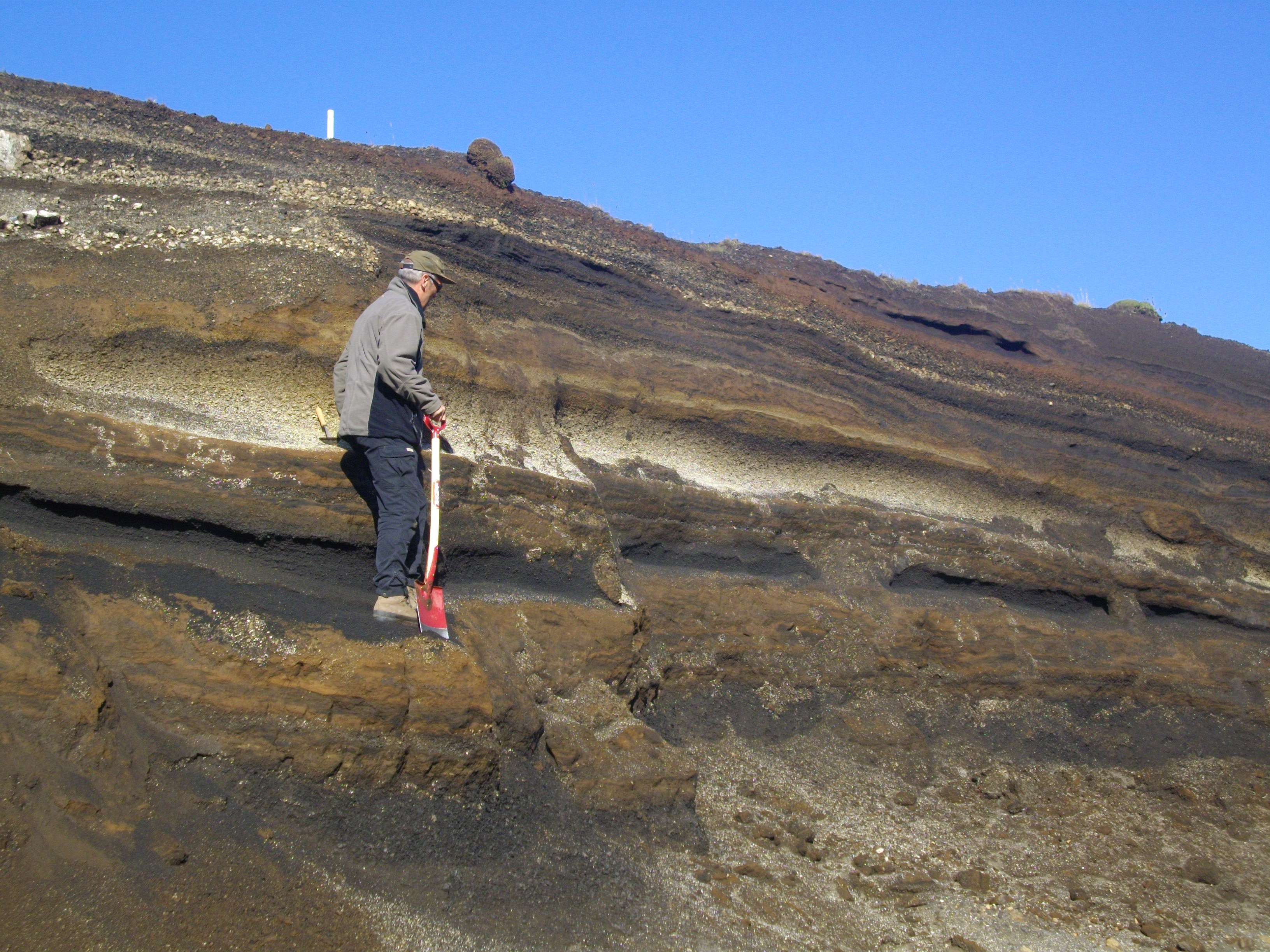

기준 지층(基準地層, Marker horizons, chronohorizons, key beds, marker beds)은 동일한 시대에 형성되었으며 독특한 구성과 외관을 가진 층서 단위이다. 이들은 서로 다른 지리적 위치에 존재하더라도 동일한 시기(등시성)에 형성되었고 공통된 기원을 가졌다는 점에 의심의 여지가 없다. 이러한 명확한 기준 지층은 지층의 대비를 용이하게 하며, 화석화된 식물군 및 동물군 집합체와 고지자기학과 함께 사용될 경우 지구의 역사 전반에 걸쳐 대륙과 수역을 지도화하는 데 활용될 수 있다. 이들은 일반적으로 퇴적암의 상대적으로 얇은 층으로 구성되어 있으며, 뚜렷한 물리적 특성이나 화석 함량에 기반하여 쉽게 인식될 수 있고 매우 넓은 지리적 영역에 걸쳐 분포를 파악할 수 있다. 결과적으로 기준 지층은 넓은 지역에 걸쳐 퇴적암 연대를 비교하는 데 유용하다. 일반적으로 기준 지층은 순간적인 사건이나 (지질학적으로 보면) 매우 짧은 기간 동안 특정 유형의 퇴적물이 광범위하게 퇴적된 결과로 형성된다. 그 결과, 기준 지층은 퇴적암을 지도화하고 대비하며 연대를 측정하는 데 모두 사용될 수 있다. 화산재층(톤슈타인 및 벤토나이트층), 충돌 구슬층, 그리고 특정 거대 터비다이트는 순간적인 사건에 의해 생성된 기준 지층의 유형이다. 지질학적으로 짧은 기간 동안 독특한 퇴적물이 광범위하게 축적되어 이탄층, 석탄층, 조개껍데기층, 해성층, 순환 퇴적층의 검은색 셰일, 오일 셰일과 같은 기준 지층이 형성되었다. 잘 알려진 기준 지층의 예로는 백악기-고진기 경계(K-T 경계)를 표시하는 이리듐이 풍부한 충돌 분출물의 전 지구적인 층이 있다.
화석 꽃가루와 포자를 연구하는 화분학은 잘 알려진 지층의 꽃가루 및 포자 집합체와 비교하여 암석의 층서를 체계적으로 밝혀내는데, 이는 새로운 유전을 찾는 석유 탐사 회사에서 자주 사용하는 도구이다. 코노돈트의 화석화된 이빨이나 그 외 요소도 똑같이 유용한 도구이다.
화산 분출물과 소행성 충돌은 유용한 기준 지층을 생성하는데, 이는 서로 다른 화산 분출과 충돌이 독특한 조성을 가진 지층을 만들기 때문이다. 테프라로 이루어진 기준 지층은 분출 시기가 일반적으로 잘 확립되어 있기 때문에 고고학에서 연대 측정 도구로 사용된다.
6천6백만 년 전 칙술루브 충돌구를 형성한 특정 소행성 충돌은 백악기-고진기 경계를 나타내는 얇고 전 지구적인 점토층에서 이리듐 이상을 일으켰다. 이리듐 층은 소행성 충돌과 관련이 있으며 고유한 것은 아니지만, 특화된 열대성 플랑크톤 유공충의 멸종과 최초의 다니아절 종의 출현과 함께 나타날 때 백악기-고진기 경계의 신뢰할 수 있는 기준 지층을 나타낸다.
해양 및 육상 동식물군 집합체 화석은 뚜렷한 기준 지층을 만든다. 일부 기준 단위는 자기적 특성으로 인해 독특하다. 비트바테르스란트 분지의 병원 언덕층군의 일부를 형성하는 워터 타워 슬레이트는 특히 자기성이 강한 미세 입자의 산화 철질 규암을 포함한다. 동일한 층군에서 연흔이 있는 규암과 얼룩무늬 지층이 기준 지층으로 사용된다.
훨씬 더 작은 시간 규모에서는 퇴적학자와 호수학자가 습지나 연못 환경에서 퇴적 및 침식률을 측정하기 위해 기준 지층을 만들 수 있다. 이러한 인공적인 지층에 사용되는 재료는 가시성과 안정성을 고려하여 선택되며, 벽돌 가루, 그로그, 모래, 고령토, 반짝이 또는 장석 점토일 수 있다.

## 같이 보기
- 방사능 연대 측정
- 상대 연대 측정
- 층서학

## 추가 자료
- Truswell, J. F. (1970). 《Historical Geology of South Africa》. Cape Town: Purnell. ISBN 0-360-00104-1.